# Syzygium gerrardii
Syzygium gerrardii là một loài thực vật có hoa trong Họ Đào kim nương. Loài này được (Harv. ex Hook.f.) Burtt Davy miêu tả khoa học đầu tiên năm 1912.